# James A. Garfield Memorial

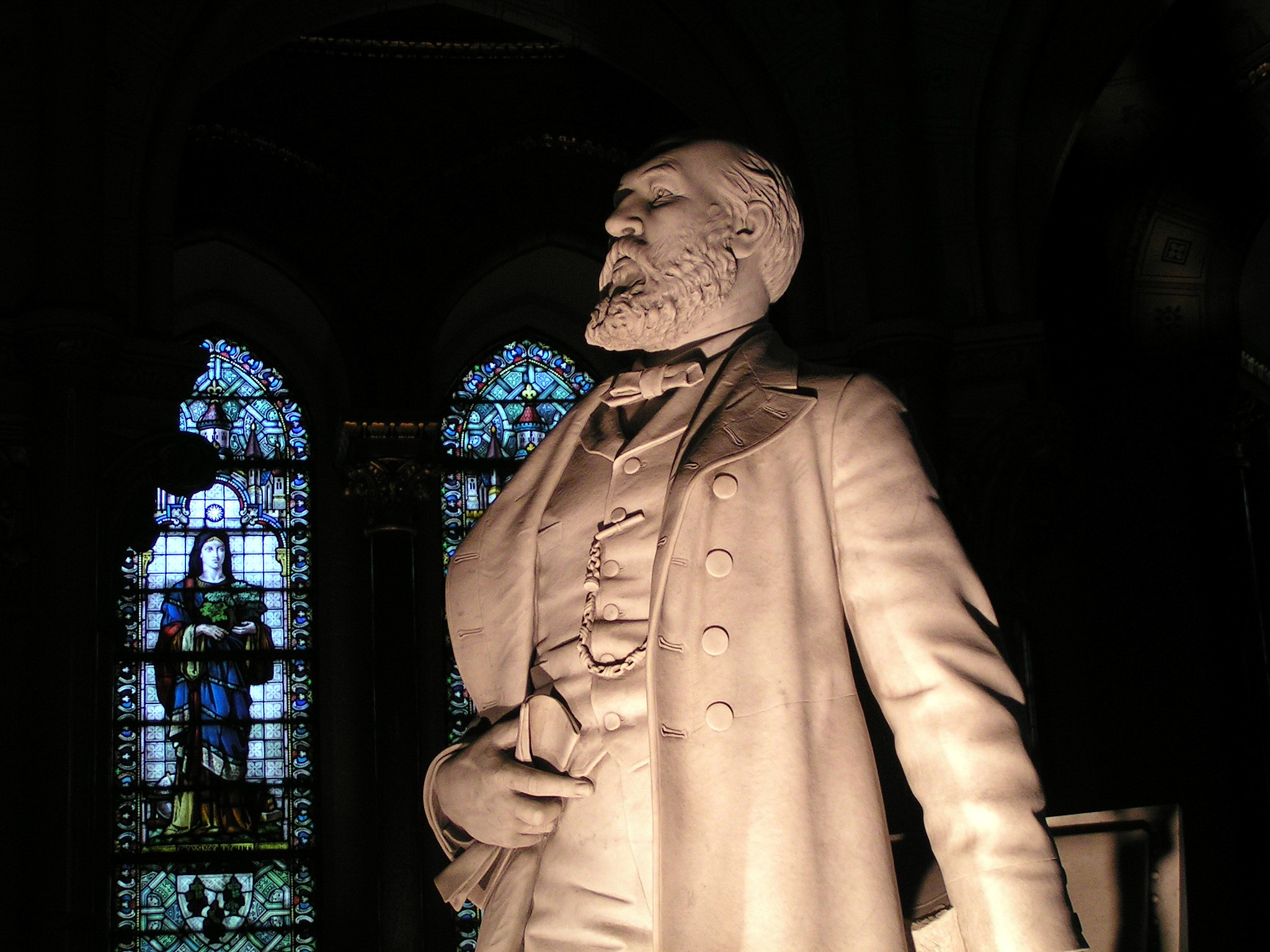
Statue im Monument

Das James A. Garfield Memorial ist ein Denkmal an der Grabstätte zum Gedenken an den 20. US-Präsidenten James A. Garfield, der an den Folgen eines Attentates starb. Sie ist ein dominantes Bauwerk auf dem Lake View Cemetery, einem Friedhof in Cleveland, Ohio. Das Denkmal wurde am 11. April 1973 in das National Register of Historic Places aufgenommen.

## Beschreibung des Bauwerks
Die auf dem Lake View Cemetery in Cleveland befindliche Gedenkstätte ist ein monumentaler, an eine Basilika erinnernder Rundbau mit rechteckigem Vorbau für den Eingang, der als Gedenkstätte für den früheren US-Präsidenten dient. Das Bauwerk besitzt eine neostilistische Fassadengestaltung mit Rustikamauerwerk und wurde nach fünfjähriger Bauzeit 1890 vollendet. Die Außenfassade baute man komplett aus einem Sandstein des Bundesstaates Ohio.

Der Architekt dieses Bauwerks war George Keller, der es auf einem Hügel innerhalb des Friedhofes erbauen ließ. Einige plastische Arbeiten stammen von dem amerikanischen Bildhauer Caspar Buberl.
Einzelne Stilelemente greifen byzantinische Architekturtraditionen auf, andere muten neoromanisch und neogotisch an. Oberhalb des Hauptportals, das über eine Freitreppe betreten werden kann, sind drei Marmorreliefs angebracht, die Szenen aus dem Leben von Garfield darstellen. Zwei weitere Flachreliefs befinden sich an den Seiten dieses Portalbauwerks.
Im Innenraum, der an den Wänden und auf den Fußböden mit einer prächtigen Marmorausstattung versehen ist, steht eine überlebensgroße Statute des Präsidenten aus Carrara-Marmor. Der Hallenraum wird von seitlichen Doppelsäulen aus Naturstein gestützt und besitzt hohe gotisierende Fenster mit einer ornamentalen Farbverglasung.

## Garfields Beziehungen zur Geologie
Garfield Beziehungen zur Geologie waren vielfältig. Als Senator von Ohio hat er sich für eine Belebung einer damaligen Ohio Geological Survey eingesetzt, was jedoch nicht gelang. In seiner Amtsperiode als Kongressabgeordneter war er einer der wichtigsten Unterstützer der Idee zur Errichtung eines Geologischen Dienstes auf Bundesebene (US Geological Survey). Diese Behörde nahm schließlich 1879 ihre Arbeit auf. In der zweiten Hälfte der 1850er Jahre gab er Vorlesungen für Geologie am heutigen Hiram College von Hiram.